# فيك كوكروفت
فيك كوكروفت (بالإنجليزية: Vic Cockcroft)‏ هو لاعب كرة قدم بريطاني في مركز ظهير ‏، ولد في 25 فبراير 1941 في برمنغهام في المملكة المتحدة. لعب مع وولفرهامبتون واندررز.